# Lophotarsia isis
Lophotarsia isis är en fjärilsart som beskrevs av François Louis Nompar de Caumont de Laporte 1970. Lophotarsia isis ingår i släktet Lophotarsia och familjen nattflyn. Inga underarter finns listade i Catalogue of Life.